# Или-Нятяярви
Или-Нятяярви — пресноводное озеро на территории Кестеньгского сельского поселения Лоухского района Республики Карелии.

## Общие сведения
Площадь озера — 1,3 км². Располагается на высоте выше 253,0 метров над уровнем моря.
Форма озера лопастная, продолговатая: оно почти на три километра вытянуто с севера на юг. Берега каменисто-песчаные, преимущественно возвышенные.
С запада в Или-Нятяярви впадает протока, вытекающая из озера Пурнуярви. На севере Или-Нятяярви протокой соединяется с озером Ала-Нятяярви, которое, в свою очередь, соединено с озером Аухтиярви. Через последнее протекает река Вуоснайоки, впадающая в реку Кутсайоки, которая, в свою очередь, впадает в реку Тумчу.
К западу от озера проходит просёлочная дорога.
Населённые пункты вблизи водоёма отсутствуют.
Код объекта в государственном водном реестре — 02020000511102000001175.